# Cathy Peattie
Cathy Peattie (* 24. November 1951 in Grangemouth) ist eine schottische Politikerin und Mitglied der Labour Party.

## Leben
Peattie besuchte die Moray Secondary School, die sie im Alter von 15 Jahren verließ. Anschließend arbeitete sie für neun Jahre in einem Industriebetrieb.

## Politischer Werdegang
Bei den Schottischen Parlamentswahlen 1999 trat Peattie als Kandidatin der Labour Party für den Wahlkreis Falkirk East an. Mit deutlichem Vorsprung vor dem Kandidaten der SNP errang sie das Mandat und zog in das neugeschaffene Schottische Parlament ein. Bei den folgenden Parlamentswahlen 2003 und 2007 verteidigte sie ihr Mandat. Die Parlamentswahlen 2011 brachten ein Wechsel des Abgeordneten von Falkirk East, denn dem SNP-Politiker Angus MacDonald gelang es erstmals den Wahlkreis für seine Partei zu gewinnen.